# Никола Гиљен
Никола Гиљен (Београд, 12. новембар 1971) српски је историчар и теолог.

## Биографија
Студирао је историју на Филозофском факултету у Београду, а дипломирао на Богословском институту Српске православне Цркве при Православном Богословском факултету Београдског универзитета. Стручни је сарадник и заменик председника Управног одбора Фондације „Принцеза Оливера“.
Поред историјских монографија посвећених темама из српске средњовековне историје аутор је и више од шездесет чланака из области српске и светске историје, историје Православне Цркве, хералдике, вексилологије и историје наоружања и војне опреме, објављених у часопису „Историја Ревија“ од 2010. до 2014. године. Од 2016. до 2018. године био је стручни сарадник часописа Метак (раније Оружје и муниција) из Новог Сада (лиценцно издање часописа Armi e Tiro, из Милана), у коме је објављивао стручне чланке из историје ручног ватреног оружја.
Никола Гиљен је био стручни сарадник у многобројним пројектима и манифестацијама из области културе и науке, које је организовала Фондација „Принцеза Оливера“, као што су ликовни конкурс и изложба „Заборављена српска хероина“ (2009), литерарни конкурс „Једно ново Отписаније на тему стихова Јеле Балшић Јер се помрачише душевне очи муком и метежом који је у свету“ (2010-2011) и др. Учествовао је и у промоцијама, представљањима Фонда и његових пројеката на међународним сајмовима књига у Београду, Солуну и Лајпцигу, Данима српске културе у Мађарској, и на другим културним и научним манифестацијама и у јавним и медијским иступањима Фонда. Био је стручни консултант за историјска, хералдичка и вексилолошка питања на писању сценарија и на снимању филма Пут ружама посут (2012-2013). Овај документарно-играни филм о животу Принцезе Оливере, у продукцији Фонда који носи њено име, настао је на основу монографије Принцеза Оливера, заборављена српска Кнегиња и књиге Кнегиња Оливера: Пут ружама посут. Искуства аутора на реконструисању средњовековних застава коришћених у филму послужила су као инспирација за писање монографије Српске средњовековне заставе. Био је и стручни консултант за наоружање, униформе и војну опрему на снимању ТВ филма Панта Драшкић: Цена части (2015). Учествовао је и у снимању филма Џемс Бонд је био Србин, у режији Машана Лекића (Досије, ТВ Прва, 2016). У овом дугометражном документарно-играном филму говорио је о Душану Попову (1912-1981), српском и југословенском обавештајцу из Другог светског рата. Од 2018. године је стручни консултант у продукцији игране серије Црвени месец ТВ Пинк, а од 2019. године у продукцији игране серије Југословенка (Roman production), где сарађује на изради сценарија, сценографије, набавци и изради костима, реквизита, наоружања и војне опреме. Био је стручни консултант на преко 145 сати продукције играног и документарног телевизијског и филмског програма историјског садржаја.
Дела Николе Гиљена преведена су на руски, енглески и немачки језик, а научни чланци преношени на више интернет страница из земље и иностранства. Са колегиницама и коауторима монографије Принцеза Оливера заборављена српска Кнегиња, Оливером Шарановић и Соњом Јовићевић Јов, био је номинован за Награду града Београда у области друштвених и хуманистичких наука 2010. године.
Од 2016. године остварује успешну сарадњу са ОШ „Старина Новак“ из Београда. У оквиру ваннаставних активности одржао је ученицима низ предавања о историји српске хералдике и вексилологије, као и низ практичних радионица блазонирања и емблазонирања грбова. Учествовао је на трибинима поводом серијала књигао о Старини Новаку, које објављује ОШ „Старина Новак“, уприличеним у Дому омладине Београда 27. септембра 2018. и у крипти цркве Светог Марка у Београду, 7. Марта 2019. године. Године 2018. био је саветник за питања одежде, наоружања и војне опреме Старине Новака на пројекту споменика, који је, по наруџби истоимене школе, израдио академски вајар, проф. др Здравко Јоксимовић. Учествовао је и на просветним саветовањима у организацији ОШ „Старина Новак“, која се, према одлуци Завода за унапређивање образовања и васпитања, признају као облик сталног стручног усавршавања просветних радника. На Четвртом саветовању просветних радника, одржаном у Крупњу, 1-3. Јуна 2018. године, „Друштвена делатност ОШ Старина Новак као својеврсна литургија“. На Седмом саветовању просветних радника, одржаном у Сијаринској бањи 27-29. август 2021. године, представио се рефератом „Јеванђелски поглед на понашање школе у условима пандемије“.
Монографију Принцеза Оливера, заборављена српска Кнегиња и књигу Кнегиња Оливера: Пут ружама посут, представио је у оквиру гостовања Фондације „Принцеза Оливера“ на манифестацији Месец српске културе у Мађарској, одржаној у октобру 2010. године у организацији Културног и документационог центра Срба у Мађарској, а под покровитељством Самоуправе Срба у Мађарској. Монографију Две српске султаније представио је публици на промоцији одржаној у Клубу Дома културе у Чачку 17. Новембра 2016. године. Књигу је, у последњој недељи септембра 2016. године, културна редакција Вечерњих новости прогласила за књигу недеље. Према евиденцији културне редакције Вечерњих новости књига Две српске султаније се четири недеље, од 16. Децембра 2016. До 7. Јануара 2017. године, налазила међу десет најчитанијих књига у Србији, као једино научно дело међу белетристичким издањима. У марту 2017. године, у Удружењу жена са инвалидитетом „Из круга“, у Београду, представио је књигу Две српске султаније и одржао предавање на тему историје положаја жена на Балкану у средњем веку и под османском окупацијом. Књигу Крштење Клио, као и своје раније објављене књиге представио је београдским читаоцима на предавању одржаном у просторијама библиотеке „Блажо Шћепановић“ у Београду 23. октобра 2018. године. Крштење Клио је била у конкуренцији за награду Никола Милошевић, за најбољу књигу из области теорије књижевности и уметности, естетике и философије, за 2018. годину. Издавачка кућа Дерета објавила је у октобру 2022. године монографију Николе Гиљена Српски средњовековни грбови. Ова књига је на 57. Нишком сајму књига овенчана нагадом „Иницијал“, за ауторски допринос уметности или науци, као „капитално дело које прати историју главних српских хералдичких мотива“.  Књиге и чланци Николе Гиљена су на друштвеној мрежи намењеној академским радницима Аcademia.edu цитирана више од 86.000 пута.
Никола Гиљен је праунук ђенерала Југословенске Краљевске војске Милана Ст. Костића.
Од 2019. године ожењен је Снежаном Стојановић, библиотекарком у пензији, из Београда.

## Дела

### Историјске монографије
- Принцеза Оливера, заборављена српска Кнегиња, издавач Фонд „Принцеза Оливера“.
- Принцесса Оливера, забытая сербская княгиня, Фонд "Принцесса Оливера", Белград. 2009.  978-86-912875-1-1.
- Princess Olivera, a forgotten Serbian Heroine. 2009. ISBN 978-86-912875-2-8., “Princess Olivera” Foundation, Belgrade.
- Кнегиња Оливера, пут ружама посут, Фонд „Принцеза Оливера“, Београд 2010(1), 2013(2), 2019 (3)  978-86-912875-3-5.
- Die Fürstin Olivera, mit Rosen bestreuter Weg. 2010. ISBN 978-86-912875-4-2.,“Princess Olivera” Foundation, Belgrad.
- Српске средњовековне заставе: Прилог историји српске вексилологије, Фонд „Принцеза Оливера“.
- Две српске султаније: Оливера Лазаревић (1373-1444) и Мара Бранковић (1418-1487) - Две биографије као прилог историји српско-османских односа 1389-1487, Дерета.
- Два наша странца: Две биографије као прилог војној историји српског народа, Дерета.
- Крштење Клио или Како разбудити уснулу принцезу?: Оглед о православној философији историје, Дерета, Београд. 2018.  978-86-6457-197-5.
- Српски средњовековни грбови: Преглед историје српске средњовековне хералдике према савременим реконструкцијама из сталне поставке Војног музеја у Београду, Дерета, Београд: 2022.  978-86-6457-441-9.

### Чланци
Чланци објављени у ревији Историја од маја 2010. до децембра 2014
- „Принцеза Оливера Лазаревић: Са Богом посредница“, Бр. 4/мај (2010). стр. 10-14
- „Кнегиња Јела Балшић: Српкиња за понос“, Бр. 5/јун (2010). стр. 10-14
- „Наше снаје: Међу женама српских владара највише је било гркиња“, Бр. 6/јули (2010). стр. 10-14
- „Мирослављево јеванђеље сам Бог сачувао“, Бр. 7/август (2010). стр. 10-14
- „Свети Сава: Увео устав и симфонију Државе и Цркве“, Бр. 8/септембар (2010). стр. 10-14
- „Зетови српских владара: 51 брак ћерки српских владара“, Бр. 9/октобар (2010). стр. 10-14
- „Тимочка буна: Време када се оружје бранило животом“ Бр. 10/новембар (2010). стр. 23-31
- „Крст и оцила: симболи спасења и светлости“ Бр. 11/децембар (2010). стр. 21-26
- „Сентандреја, град са седам сунцомоља“, Бр. 11/децембар (2010). стр. 38-39
- „Двоглави орао - знамење Немањића и Српског царства“, Бр. 12/јануар (2011). стр. 17-21
- „Краљевић Марко: Митски осветник и српски супер херој“ Бр. 13/фебруар 2011,pp. 18–22 и Број 14/март (2011). стр. 22-23
- „Карађорђевићи и Обреновићи: Српски рат двеју ружа“, Бр. 14/март (2011). стр. 15-21
- „Историја времена: Од космичке поеме до сувог књиговодства“, Бр. 15/април (2011). стр. 20-27
- „Никола Чупић - Косово осветио просветом“, Бр. 16/мај (2011). стр. 17-21
- „Кнез Арсен Карађорђевиђ: Принц ратова и двобоја“, Бр.17/јуни (2011). стр. 15-21
- „Српске амазонке Великог рата: Скромне даме гвозденог срца“, Бр.18/јули (2011). стр. 19-27
- „Жана Меркус: Имала је срце од јунака“, Бр. 19/август (2011). стр. 11-19
- „Љиљан: Ливадски цвет богова и владара“, Бр. 20/септембар (2011). стр. 15-22
- „Катарина Јовановић и Катарина-Клара Штурценегер: Две Катарине - С љубављу за Србију у вечност“, Бр. 21/октобар (2011). стр. 21-25
- „Калашњиков: Један човек и једна пушка“, Бр. 22 / новембар (2011). стр. 34-43
- „Чукур чесма - Народ није заборавио дечака с разбијеним крчагом“ Бр.23/децембар (2011). стр. 15-21
- „Ксенија Атанасијевић: Дама у паклу универзитета“, Бр. 24/јануар (2012). стр. 17-22
- „Сретење с демократијом: Устави модерне Србије“, Бр. 25/фебруар (2012). стр. 17-22
- „Србин Душан Попов Трицикл - Прави Џејмс Бонд“, Бр. 26/март (2012). стр. 35-41
- „Хајрам Бингам III: Прича о правом Индијани Џонсу“, Бр. 27/април (2012). стр. 38-43
- „Барон Никола Јуришић: Човек који је победио Сулејмана Величанственог“, Бр.28/мај (2012). стр. 30-36
- „Путешествије моштију Светог Кнеза Лазара“, Бр. 29/јун (2012). стр. 16-21
- „7. јули 1941: Метак који лута седам деценија“, Бр. 30/јул (2012). стр. 32-38
- „Војвода Степа Степановић: Победник са Цера - човек из народа“, Бр. 31/август (2012). стр. 30-37
- „Тајне светских химни: Песма идентитета за рођење нације“, Бр. 32/септембар (2012). стр. 12-21
- „Мајор Драгутин Гавриловић: Живот у поносу - смрт у понижењу“, Бр. 33/октобар (2012). стр. 12-20
- „Одбрана Београда 1915: Заборављени јунаци са Дунавског кеја“, Бр. 34/ новембар (2012). стр. 14-22
- „Чудесни мајор Војислав Танкосић: Човек који је ишамарао Черчила“, бр. 35/децембар (2012). стр. 30-39
- „Вера Пешић - Српска Мата Хари“, Бр. 36/јануар (2013). стр. 14-21
- „Вилијам Волас - Национални херој и заштитник Шкотске“, Бр. 37/фебруар (2013). стр. 30-38
- „Јелисавета Начић : Дамски рукопис београдске архитектуре“, Бр. 38/март (2013). стр. 36-45
- „Васељенски сабори: Глас и тело Цркве“, Бр. 39/април (2013). стр. 30-39
- „Шмајсер - Пикавац који сеје смрт“, Бр. 40/мај (2013). стр. 30-39
- „Негде тамо далеко: Срби ратни хероји у војсци САД“, Бр. 41/јун (2013). стр. 30-37
- „Студеница - сведок векова: Света Царска лавра делила судбину народа“, Бр. 42/јул (2013). стр. 16-24
- „Шпанска легија странаца: Генерал Миљан Астреј - Први међу Младожењама смрти“, Бр. 43/август (2013). стр. 20-24
- „900 година од рођења Стефана Немање: Свети Симеон Мироточиви - Владар и учитељ Срба“, Бр. 44/септембар (2013). стр. 10-15
- „Карен Бликсен: Бароница од кафе, пера и несретних љубави“, Бр. 45/октобар (2013). стр. 38-43
- „Руски архитекти у Србији 1: Николај Краснов - Душу Русије даровао Београду и Србији“, Бр. 46/новембар (2013). стр. 17-21
- „Руски архитекти у Србији 2: Цењени, али и оспоравани, оставили монументална дела“, Бр. 47/децембар (2013). стр. 18-23
- „Руски архитекти у Србији 3: Саградили половину међуратног Београда“, Бр. 48/јануар (2014). стр. 19-24
- „Дража и Тито - Од Шпагина до Колта: Оружје које су поседовали ђенерал Михаиловић и маршал Тито“, Бр. 49/фебруар (2014). стр. 18-25
- „Два хиландарска крсташа Цара Душана: Истина о заставама Душана Силног“, Бр. 50/март (2014). стр. 14-19
- „Прича о две заробљене заставе: Непријатељске заставе у биткама код Велбужда и Никопоља“, Бр. 51/април (2014). стр. 16-23
- „Љубави Агати Кристи: Како је Краљица злочина пронашла вечиту љубав у срцу пустиње“, Бр. 52/мај (2014). стр. 42-48
- „Краљ Анри IV: Живот и смрт Краља толеранције“, Бр. 53/јун (2014). стр. 44-51
- „Срби у бици између два Цара: Ангорска битка 28. јула 1402“, Бр. 55/август (2014). стр. 16-22
- „Православље у Чешкој: Од Св. Ћирила и Методија до Св. Горазда“, Бр. 56/септембар (2014). стр. 32-37
- „Шабац кроз историју: Од турског утврђења до Малог Париза“, Бр. 57/октобар (2014). стр. 28-34
- „Заставе Краља Уроша: Од барјака крсташа до стега са иконама“, Бр. 58/новембар (2014). стр. 10-14
- „Траг у историји: Век од смрти Стојана Новаковића“, Бр. 59/децембар (2014). стр. 20-25

Чланци објављени у часопису Оружје и муниција и Метак од 2016
- „Заборављени српски тулумбаши“, Бр. 2 / фебруар-март (2016). стр. 56-59
- „Аутомат, једна згасла звезда“, Бр. 4 / мај (2016). стр. 38-41
- „Једна жена - три пушке“, Бр. 5 / јул (2016). стр. 46-49
- „Пибоди - симбол српске слободе“, Бр. 6 / јул-август (2016). стр. 48-51
- „Патонова љубимица“, Бр. 7 / септембар-октобар (2016), стр, 42-45
- „Граовача - апсолутна ветеранка“, Бр. 8 / новембар-децембар (2016). стр. 48-51
- „Балкански траг господина Браунинга“, Бр. 9 / јануар-фебруар (2017). стр. 38-41
- „Злокобни СС-ов аутомат“, Бр. 10, април-јун (2017). стр. 110-113
- „Алпски Ролс-Ројс“, Бр. 11, јул-септембар (2017). стр. 68-71
- „МП41: Југословенски Шмајсер“, Бр. 12, октобар-новембар (2017). стр. 48-51
- „ФН Браунинг М1903: Мајка свих пиштоља“, Бр. 13, децембар-јануар (2017–2018), стр.48-51
- „П08, омиљени трофеј победничких војски“, Бр. 14, март-април (2018), стр. 68-71